# Genouillère (mécanique)
Pour l’article homonyme, voir Genouillère.
 (juin 2013).
Si vous disposez d'ouvrages ou d'articles de référence ou si vous connaissez des sites web de qualité traitant du thème abordé ici, merci de compléter l'article en donnant les références utiles à sa vérifiabilité et en les liant à la section « Notes et références ».
Une genouillère est un dispositif de serrage mécanique composé de deux biellettes articulées, qui se bloque lorsque l'axe d'articulation entre les deux biellettes a dépassé le point d'alignement entre les trois axes d'articulation et arrive en butée.
Le blocage du système repose sur l'élasticité de l’un des composants et le fait que la force à laquelle s’oppose le blocage ne se réduit pas. Une fois le système bloqué, seule la résistance mécanique des composants limite la force de serrage. La force à appliquer sur l’une des biellettes pour obtenir le serrage ou le desserrage est faible comparée à la force de serrage.

## Utilisation

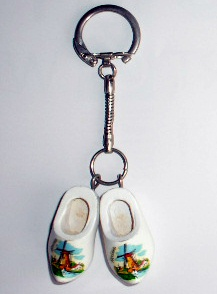
Porte-clefs à genouillère

- Porte-clefs
Le levier et lien de fermeture sont les deux biellettes, lorsque l'axe d'articulation de ces deux pièces est aligné avec les points de fixation de l'anneau, ces points de fixation sont au plus proche l'un de l'autre, et l'élasticité de l'anneau exerce une force qui tend à écarter ces points, lorsque le levier est poussé contre l'anneau, cette force maintient le levier en butée assurant la fermeture.
La fatigue de l'anneau avec le temps réduit la force de fermeture jusqu'à ce qu'elle ne soit plus suffisante pour maintenir le porte-clefs fermé.
- Sauterelle de bridage
Les sauterelles de bridage utilisent le principe de la genouillère pour assurer le blocage du système.